# Dušljivec
Dušljivci so vrsta bojnih strupov, ki delujejo na organizem preko dihalnih poti. Povzročajo edem pljuč (nabiranje tekočine v pljučih) in v končni fazi zastrupitve izpostavljene osebe običajno privedejo do zadušitve, po čemer so dobili tudi ime. So večinoma kratkotrajni bojni strupi, ki se uporabljajo pri napadu. V primerjavi z živčnimi bojnimi strupi in mehurjevci je toksičnost dušljivcev znatno nižja, vendar pa se zaradi večje teže par dolgo časa zadržujejo v rovih, dolinah in gozdovih ter tako predstavljajo veliko nevarnost za ljudi. Dušljivci so bili v prvi svetovni vojni, do uporabe iperita, glavno kemično orožje. Sintetiziranih je bilo okoli 100.000 ton dušljivcev. Simptomi, ki se pojavijo pri zastrupitvi z dušljivci so: solzenje, slabost, bruhanje, kašljanje, dušenje, tiščanje v prsih, padec krvnega tlaka idr.

## Predstavniki
- fosgen
- difosgen
- klorpikrin